# Бундесліга (Німеччина)
Бундесліга (нім. Fußball-Bundesliga) — вища ліга футбольного чемпіонату Німеччини серед чоловічих команд. Бундесліга була заснована в 1963 році Німецькою футбольною асоціацією, в цей час проводиться під егідою Німецької футбольної ліги. З 1902 по 1963 роки проводився любительський чемпіонат Німеччини. Чемпіон країни визначався між переможцями регіональних ліг.
В cистемі футбольних ліг Німеччини є ще дві професійні ліги: Друга Бундесліга та Третя ліга. Починаючи з сезону 2008–09 два найгірші клуби Бундесліги переходять до Другої ліги, а два найкращі клуби Другої ліги за результатами сезону переходять до Бундесліги. Також третя найгірша команда Бундесліги і третя найкраща команда Другої ліги грають між собою 2 матчі плей-оф за місце у Бундеслізі.
Існує також Вища жіноча Бундесліга.

## Формат змагань
Чемпіонат проводиться по традиційній круговій схемі: кожен клуб грає з кожним двічі — один раз на власному стадіоні і один раз на арені суперників. За перемогу нараховують 3 очки (введено з сезону 1995–96, до цього за перемогу нараховувалось 2 очки), за нічийний рахунок — 1 очко, за поразку — 0 очок. Клуб із найбільшою кількістю очок в кінці сезону стає чемпіоном Німеччини. Дві команди, що посіли останні місця, вибувають до другої Бундесліги, відповідно дві найкращі команди другої Бундесліги здобувають право брати участь в основному чемпіонаті.
Шістнадцята команда за підсумками сезону та третя команда другої Бундесліги грають між собою 2 матчі, переможець в наступному сезоні продовжує змагання в Бундеслізі.
При однаковій кількості очок у команд діють такі правила:
- Різниця забитих і пропущених голів
- Кількість забитих голів
- Результати особистих зустрічей (кількість очок)
- Різниця забитих і пропущених м'ячів в особистих зустрічах
- Кількість забитих голів в особистих зустрічах
- Кількість голів забитих на виїзді.

Якщо і після цього не можливо визначити остаточну позицію клубів, то проводиться додатковий матч на нейтральному полі.

### Кваліфікація до єврокубків (станом на сезон 2018—2019)
Загалом від Німеччини 7 команд (4 в Лізі чемпіонів та 3 в Лізі Європи) отримують право брати участь у єврокубках за результатами чемпіонату та кубку Німеччини.
Чемпіон, віце-чемпіон та третя команда беруть участь в Лізі чемпіонів починаючи змагання з групового етапу. Четверта команда ліги починає змагання в Лізі чемпіонів раунду плей-оф нечемпіонської кваліфікації.
Володар кубка Німеччини здобуває право грати в Лізі Європи з групового етапу. П'ята команда ліги починає змагання із раунду плей-оф, шоста команда починає з третього раунду. Також існує декілька винятків:
- Якщо володар кубка здобув право брати участь у єврокубках за результатами чемпіонату, то до Ліги Європи кваліфікується фіналіст, починаючи змагання на раунд швидше
- Якщо обидва фіналісти кубка кваліфікуються до єврокубків за результатами чемпіонату, то право брати участь в Лізі Європи здобуває сьома команда за підсумками чемпіонату.

В Лізі Європи за підсумками кубка можуть потрапити команди незалежно від ліги в якій вони виступають. Так, наприклад, за підсумками сезону 2003—2004 команда, що виступала в Другій Бундеслізі, Алеманія здобула право брати участь в кубку УЄФА як фіналіст, оскільки переможець кубка Вердер кваліфікувався до Ліги чемпіонів.

## Клуби-учасники
У сезоні 2024—2025 беруть участь такі клуби:
| Команда         | Місто                   | Стадіон                         | Місткість |
| --------------- | ----------------------- | ------------------------------- | --------- |
| Айнтрахт        | Франкфурт-на-Майні      | Дойче-банк-парк                 | 58,000    |
| Аугсбург        | Аугсбург                | Аугсбург-Арена                  | 30,660    |
| Баварія         | Мюнхен                  | Альянц-Арена                    | 75,000    |
| Баєр 04         | Леверкузен              | БайАрена                        | 30,210    |
| Боруссія        | Дортмунд                | Зігналь-Ідуна-Парк              | 81,365    |
| Боруссія        | Менхенгладбах           | Боруссія-Парк                   | 54,042    |
| Бохум           | Бохум                   | Рурштадіон                      | 26,000    |
| Вердер          | Бремен                  | Везерштадіон                    | 42,100    |
| Вольфсбург      | Вольфсбург              | Фольксваген-Арена               | 28,917    |
| Гайденгайм      | Гайденгайм-ан-дер-Бренц | Фойт-Арена                      | 15,000    |
| Гольштайн Кіль  | Кіль                    | Гольштайн-Штадіон               | 15,034    |
| Гоффенгайм 1899 | Зінсгайм                | Рейн-Некар-Арена                | 30,150    |
| РБ Лейпциг      | Лейпциг                 | Ред Булл Арена                  | 47,069    |
| Майнц 05        | Майнц                   | Опель Арена                     | 33,305    |
| Санкт-Паулі     | Гамбург                 | Міллернтор-Штадіон              | 29,546    |
| Уніон           | Берлін                  | Штадіон-ан-дер-Альтен-Форстерай | 22,012    |
| Фрайбург        | Фрайбург                | Європа-Парк-Штадіон             | 34,700    |
| Штутгарт        | Штутгарт                | МХП-Арена                       | 60,058    |

## Фінали чемпіонату Німеччини (1902—1963)
| Сезон                     | Чемпіон                         | Рахунок                         | Віце-чемпіон                    |
| ------------------------- | ------------------------------- | ------------------------------- | ------------------------------- |
| 1902/03                   | «ВФБ Лейпциг»                   | 7-2                             | ДФК Прага                       |
| 1903/04                   | Фінал не проводився             | Фінал не проводився             | Фінал не проводився             |
| 1904/05                   | «Уніон-92» (Берлін)             | 2-0                             | «Карлсруе ФФ»                   |
| 1905/06                   | «ВФБ Лейпциг»                   | 2-1                             | ФК «Пфорцгайм»                  |
| 1906/07                   | «Фрайбургер»                    | 3-1                             | «Вікторія-89» (Берлін)          |
| 1907/08                   | «Вікторія-89» (Берлін)          | 3-1                             | «Штутгартер Кікерс»             |
| 1908/09                   | «Фенікс» (Карлсруе)             | 4-2                             | «Вікторія-89» (Берлін)          |
| 1909/10                   | «Карлсруе ФФ»                   | 1-0                             | «Гольштайн» (Кіль)              |
| 1910/11                   | «Вікторія-89» (Берлін)          | 3-1                             | «ВФБ Лейпциг»                   |
| 1911/12                   | «Гольштайн» (Кіль)              | 1-0                             | «Карлсруе ФФ»                   |
| 1912/13                   | «ВФБ Лейпциг»                   | 3-1                             | «Дуйсбургер»                    |
| 1913/14                   | «Гройтер Фюрт»                  | 3-2                             | «ВФБ Лейпциг»                   |
| В 1915—1919 не проводився |                                 |                                 |                                 |
| 1919/20                   | «Нюрнберг»                      | 2-0                             | «Гройтер Фюрт»                  |
| 1920/21                   | «Нюрнберг»                      | 5-0                             | «Форвертс» (Берлін)             |
| 1921/22                   | «Гамбург» відмовився від титулу | «Гамбург» відмовився від титулу | «Гамбург» відмовився від титулу |
| 1922/23                   | «Гамбург»                       | 3-0                             | «Уніон Обершеневайде»           |
| 1923/24                   | «Нюрнберг»                      | 2-0                             | «Гамбург»                       |
| 1924/25                   | «Нюрнберг»                      | 1-0                             | «Франкфурт»                     |
| 1925/26                   | «Гройтер Фюрт»                  | 4-1                             | «Герта» (Берлін)                |
| 1926/27                   | «Нюрнберг»                      | 2-0                             | «Герта» (Берлін)                |
| 1927/28                   | «Гамбург»                       | 5-2                             | «Герта» (Берлін)                |
| 1928/29                   | «Гройтер Фюрт»                  | 3-2                             | «Герта» (Берлін)                |
| 1929/30                   | «Герта» (Берлін)                | 5-4                             | «Гольштайн» (Кіль)              |
| 1930/31                   | «Герта» (Берлін)                | 3-2                             | «Мюнхен-1860»                   |
| 1931/32                   | «Баварія»                       | 2-0                             | «Айнтрахт» (Франкфурт)          |
| 1932/33                   | «Фортуна» (Дюссельдорф)         | 3-0                             | «Шальке-04»                     |
| 1933/34                   | «Шальке-04»                     | 2-1                             | «Нюрнберг»                      |
| 1934/35                   | «Шальке-04»                     | 6-4                             | «Штутгарт»                      |
| 1935/36                   | «Нюрнберг»                      | 2-1                             | «Фортуна» (Дюссельдорф)         |
| 1936/37                   | «Шальке-04»                     | 2-0                             | «Нюрнберг»                      |
| 1937/38                   | «Ганновер-96»                   | 3-3, 4-3                        | «Шальке-04»                     |
| 1938/39                   | «Шальке-04»                     | 9-0                             | «Адміра» (Відень)               |
| 1939/40                   | «Шальке-04»                     | 1-0                             | «Дрезднер»                      |
| 1940/41                   | «Рапід» (Відень)                | 4-3                             | «Шальке-04»                     |
| 1941/42                   | «Шальке-04»                     | 2-0                             | «Фірст Вієнна»                  |
| 1942/43                   | «Дрезднер»                      | 3-0                             | «Саарбрюкен»                    |
| 1943/44                   | «Дрезднер»                      | 4-0                             | «Люфтваффен» (Гамбург)          |
| В 1945—1947 не проводився |                                 |                                 |                                 |
| 1947/48                   | «Нюрнберг»                      | 2-1                             | «Кайзерслаутерн»                |
| 1948/49                   | «Вальдгоф» (Мангейм)            | 3-2                             | «Боруссія» (Дортмунд)           |
| 1949/50                   | «Штутгарт»                      | 2-1                             | «Кікерс» (Оффенбах)             |
| 1950/51                   | «Кайзерслаутерн»                | 2-1                             | «Пройсен» (Мюнстер)             |
| 1951/52                   | «Штутгарт»                      | 3-2                             | «Саарбрюкен»                    |
| 1952/53                   | «Кайзерслаутерн»                | 4-1                             | «Штутгарт»                      |
| 1953/54                   | «Ганновер-96»                   | 5-1                             | «Кайзерслаутерн»                |
| 1954/55                   | «Рот-Вайс» (Ессен)              | 4-3                             | «Кайзерслаутерн»                |
| 1955/56                   | «Боруссія» (Дортмунд)           | 4-2                             | «Карлсруе»                      |
| 1956/57                   | «Боруссія» (Дортмунд)           | 4-1                             | «Гамбург»                       |
| 1957/58                   | «Шальке-04»                     | 3-0                             | «Гамбург»                       |
| 1958/59                   | «Айнтрахт» (Франкфурт)          | 5-3                             | «Кікерс» (Оффенбах)             |
| 1959/60                   | «Гамбург»                       | 3-2                             | «Кельн»                         |
| 1960/61                   | «Нюрнберг»                      | 3-0                             | «Боруссія» (Дортмунд)           |
| 1961/62                   | «Кельн»                         | 4-0                             | «Нюрнберг»                      |
| 1962/63                   | «Боруссія» (Дортмунд)           | 3-1                             | «Кельн»                         |

## Чемпіони Бундесліги за сезонами
Надалі подано список чемпіонів Німеччини за роками:
- 1963-64 — «Кельн»
- 1964-65 — «Вердер»
- 1965-66 — «Мюнхен-1860»
- 1966-67 — «Айнтрахт» Б
- 1967-68 — «Нюрнберг»
- 1968-69 — «Баварія»
- 1969-70 — «Боруссія» М
- 1970-71 — «Боруссія» М
- 1971-72 — «Баварія»
- 1972-73 — «Баварія»
- 1973-74 — «Баварія»
- 1974-75 — «Боруссія» М
- 1975-76 — «Боруссія» М
- 1976-77 — «Боруссія» М
- 1977-78 — «Кельн»
- 1978-79 — «Гамбург»
- 1979-80 — «Баварія»
- 1980-81 — «Баварія»
- 1981-82 — «Гамбург»
- 1982-83 — «Гамбург»
- 1983-84 — «Штутгарт»
- 1984-85 — «Баварія»
- 1985-86 — «Баварія»
- 1986-87 — «Баварія»
- 1987-88 — «Вердер»
- 1988-89 — «Баварія»
- 1989-90 — «Баварія»
- 1990-91 — «Кайзерслаутерн»
- 1991-92 — «Штутгарт»
- 1992-93 — «Вердер»
- 1993-94 — «Баварія»
- 1994-95 — «Боруссія» Д
- 1995-96 — «Боруссія» Д
- 1996-97 — «Баварія»
- 1997-98 — «Кайзерслаутерн»
- 1998-99 — «Баварія»
- 1999-2000 — «Баварія»
- 2000-01 — «Баварія»
- 2001-02 — «Боруссія» Д
- 2002-03 — «Баварія»
- 2003-04 — «Вердер»
- 2004-05 — «Баварія»
- 2005-06 — «Баварія»
- 2006-07 — «Штутгарт»
- 2007-08 — «Баварія»
- 2008-09 — «Вольфсбург»
- 2009-10 — «Баварія»
- 2010-11 — «Боруссія» Д
- 2011-12 — «Боруссія» Д
- 2012-13 — «Баварія»
- 2013-14 — «Баварія»
- 2014-15 — «Баварія»
- 2015-16 — «Баварія»
- 2016-17 — «Баварія»
- 2017-18 — «Баварія»
- 2018-19 — «Баварія»
- 2019-20 — «Баварія»
- 2020-21 — «Баварія»
- 2021-22 — «Баварія»
- 2022-23 — «Баварія»
- 2023-24 — «Баєр 04»
- 2024-25 — «Баварія»

## Досягнення чемпіонів
Нижченаведена таблиця включає переможців Чемпіонату Німеччини (1902–1963) та Бундесліги, але не включає чемпіонів Оберліги НДР (1947–1991).
| Клуб                       | Перемог | Переможні сезони |
| -------------------------- | ------- | --- |
| «Баварія»                  | 34      | 1932, 1969, 1972, 1973, 1974, 1980, 1981, 1985, 1986, 1987, 1989, 1990, 1994, 1997, 1999, 2000, 2001, 2003, 2005, 2006, 2008, 2010, 2013, 2014, 2015, 2016, 2017, 2018, 2019, 2020, 2021, 2022, 2023, 2025 |
| «Нюрнберг»                 | 9       | 1920, 1921, 1924, 1925, 1927, 1936, 1948, 1961, 1968 |
| «Боруссія» (Дортмунд)      | 8       | 1956, 1957, 1963, 1995, 1996, 2002, 2011, 2012 |
| «Шальке-04»                | 7       | 1934, 1935, 1937, 1939, 1940, 1942, 1958 |
| «Гамбург»                  | 6       | 1923, 1928, 1960, 1979, 1982, 1983 |
| «Боруссія» (Менхенгладбах) | 5       | 1970, 1971, 1975, 1976, 1977 |
| «Штутгарт»                 | 5       | 1950, 1952, 1984, 1992, 2007 |
| «Кайзерслаутерн»           | 4       | 1951, 1953, 1991, 1998 |
| «Вердер»                   | 4       | 1965, 1988, 1993, 2004 |
| «ВФБ Лейпциг»              | 3       | 1903, 1906, 1913 |
| «Гройтер Фюрт»             | 3       | 1914, 1926, 1929 |
| «Кельн»                    | 3       | 1962, 1964, 1978 |
| «Вікторія 1889»            | 2       | 1908, 1911 |
| «Герта» (Берлін)           | 2       | 1930, 1931 |
| «Дрезднер»                 | 2       | 1943, 1944 |
| «Ганновер 96»              | 2       | 1938, 1954 |
| Блау-Вайс 1890             | 1       | 1905 |
| «Карлсруе»                 | 1       | 1909 |
| «Карлсруе ФФ»              | 1       | 1910 |
| «Гольштайн» (Кіль)         | 1       | 1912 |
| «Фортуна» (Дюссельдорф)    | 1       | 1933 |
| «Айнтрахт» (Франкфурт)     | 1       | 1959 |
| «Фрайбургер»               | 1       | 1907 |
| «Рапід» (Відень)           | 1       | 1941 |
| «Мангайм»                  | 1       | 1949 |
| «Рот-Вайс» (Ессен)         | 1       | 1955 |
| «Мюнхен 1860»              | 1       | 1966 |
| «Айнтрахт» (Брауншвейг)    | 1       | 1967 |
| «Вольфсбург»               | 1       | 2009 |
| «Баєр 04»                  | 1       | 2024 |

## Українці в Бундеслізі
В таблиці наведено список українських футболістів, які в різний час грали у Бундеслізі. Слід зазначити, що Дмитро Коваленко у 2006 році отримав американське громадянство.
Одночасно найбільше українців — четверо — виступало в сезоні 2016/2017 (Коноплянка, Олійник, Федецький та Юрченко). Найбільше ігор в Бундеслізі серед українців провів Андрій Воронін (155), він же забив найбільше голів (48). Понад сто матчів зіграв також Віктор Скрипник (138). В складах своїх команд чемпіонами Німеччини ставали Віктор Скрипник (в сезоні 2003/04) та двічі Анатолій Тимощук (2009/10 та 2012/13).
Всього в німецьких командах від Бундесліги 1 до Регіональних ліг (4 рівень системи футбольних ліг Німеччини), в період від здобуття Україною незалежності грало 16 громадян України (з них 14 були заграні в Бундеслізі 1), у 21 клубі.
| Гравець            | Клуб                       | Сезон   | Ігри | Голи |
| ------------------ | -------------------------- | ------- | ---- | ---- |
| Ігор Бєланов       | «Боруссія» (Менхенгладбах) | 1989/90 | 14   | 4    |
| Ігор Бєланов       | «Боруссія» (Менхенгладбах) | 1990/91 | 10   | 0    |
| Євген Шахов        | «Кайзерслаутерн»           | 1989/90 | 5    | 0    |
| Андрій Сідельніков | «Ваттеншайд 09»            | 1991/92 | 1    | 0    |
| Володимир Лютий    | «Дуйсбург»                 | 1991/92 | 36   | 6    |
| Володимир Лютий    | «Бохум»                    | 1992/93 | 3    | 0    |
| Сергій Діхтяр      | «Шальке 04»                | 1993/94 | 1    | 0    |
| Сергій Діхтяр      | «Шальке 04»                | 1994/95 | 11   | 2    |
| Сергій Діхтяр      | «Шальке 04»                | 1995/96 | 1    | 0    |
| Віктор Скрипник    | «Вердер»                   | 1996/97 | 22   | 1    |
| Віктор Скрипник    | «Вердер»                   | 1997/98 | 23   | 0    |
| Віктор Скрипник    | «Вердер»                   | 1998/99 | 16   | 0    |
| Віктор Скрипник    | «Вердер»                   | 1999/00 | 5    | 0    |
| Віктор Скрипник    | «Вердер»                   | 2000/01 | 10   | 0    |
| Віктор Скрипник    | «Вердер»                   | 2001/02 | 31   | 4    |
| Віктор Скрипник    | «Вердер»                   | 2002/03 | 25   | 1    |
| Віктор Скрипник    | «Вердер»                   | 2003/04 | 6    | 1    |
| Андрій Воронін     | «Боруссія» (Менхенгладбах) | 1997/98 | 7    | 1    |
| Андрій Воронін     | «Кельн»                    | 2003/04 | 19   | 4    |
| Андрій Воронін     | «Баєр 04»                  | 2004/05 | 32   | 15   |
| Андрій Воронін     | «Баєр 04»                  | 2005/06 | 29   | 7    |
| Андрій Воронін     | «Баєр 04»                  | 2006/07 | 31   | 10   |
| Андрій Воронін     | «Герта» (Берлін)           | 2008/09 | 27   | 11   |
| Андрій Воронін     | «Фортуна» (Дюссельдорф)    | 2012/13 | 10   | 0    |
| Юрій Максимов      | «Вердер»                   | 1997/98 | 12   | 3    |
| Юрій Максимов      | «Вердер»                   | 1998/99 | 20   | 3    |
| Юрій Максимов      | «Вердер»                   | 1999/00 | 29   | 3    |
| Юрій Максимов      | «Вердер»                   | 2000/01 | 8    | 0    |
| Андрій Полунін     | «Нюрнберг»                 | 1998/99 | 16   | 2    |
| Дмитро Коваленко   | «Санкт-Паулі»              | 2001/02 | 5    | 0    |
| Олексій Бєлік      | «Бохум»                    | 2007/08 | 4    | 0    |
| Анатолій Тимощук   | «Баварія» (Мюнхен)         | 2009/10 | 21   | 0    |
| Анатолій Тимощук   | «Баварія» (Мюнхен)         | 2010/11 | 26   | 3    |
| Анатолій Тимощук   | «Баварія» (Мюнхен)         | 2011/12 | 23   | 0    |
| Анатолій Тимощук   | «Баварія» (Мюнхен)         | 2012/13 | 16   | 1    |
| Владлен Юрченко    | «Баєр 04»                  | 2014/15 | 3    | 0    |
| Владлен Юрченко    | «Баєр 04»                  | 2015/16 | 7    | 1    |
| Владлен Юрченко    | «Баєр 04»                  | 2016/17 | 3    | 0    |
| Борис Тащи         | «Штутгарт»                 | 2015/16 | 9    | 0    |
| Артем Кравець      | «Штутгарт»                 | 2015/16 | 15   | 1    |
| Артем Федецький    | «Дармштадт 98»             | 2016/17 | 16   | 0    |
| Денис Олійник      | «Дармштадт 98»             | 2016/17 | 4    | 1    |
| Євген Коноплянка   | «Шальке 04»                | 2016/17 | 17   | 1    |
| Євген Коноплянка   | «Шальке 04»                | 2017/18 | 27   | 4    |
| Євген Коноплянка   | «Шальке 04»                | 2018/19 | 13   | 1    |
| Андрій Ярмоленко   | «Боруссія» (Дортмунд)      | 2017/18 | 18   | 3    |
| Іван Ордець        | «Бохум»                    | 2022/23 | 30   | 0    |
| Іван Ордець        | «Бохум»                    | 2023/24 | 26   | 1    |
| Іван Ордець        | «Бохум»                    | 2024/25 | 22   | 0    |

### Українські тренери
| Тренер          | Клуб     | Час роботи              | Днів на посаді | Примітки |
| --------------- | -------- | ----------------------- | -------------- | -------- |
| Віктор Скрипник | «Вердер» | 26.10.2014 — 18.09.2016 | 693            |          |